# Senato della Georgia
Il Senato della Georgia è, insieme alla Camera dei rappresentanti, una delle due camere dell'Assemblea generale della Georgia. Essa si riunisce nel Campidoglio dello Stato della Georgia.
Composto da 56 membri, il Senato viene eletto ogni due anni.